# Ponte Velha (Portimão)
Die Ponte Velha (Alte Brücke) überbrückt den Rio Arade zwischen den Orten Portimão und Parchal in der Region Algarve in Portugal.
Die 1876 eröffnete Ponte Velha war die einzige Straßenbrücke zwischen Portimão und dem 60 km entfernten Faro, bis 1991 die Schrägseilbrücke Ponte Nova auf der weiter nördlich liegenden Umgehungsstraße N125 und 2003 die Autobahn A22 eröffnet wurden. Die 1922 eröffnete Eisenbahnbrücke Portimão steht etwa 200 m neben der Ponte Velha.

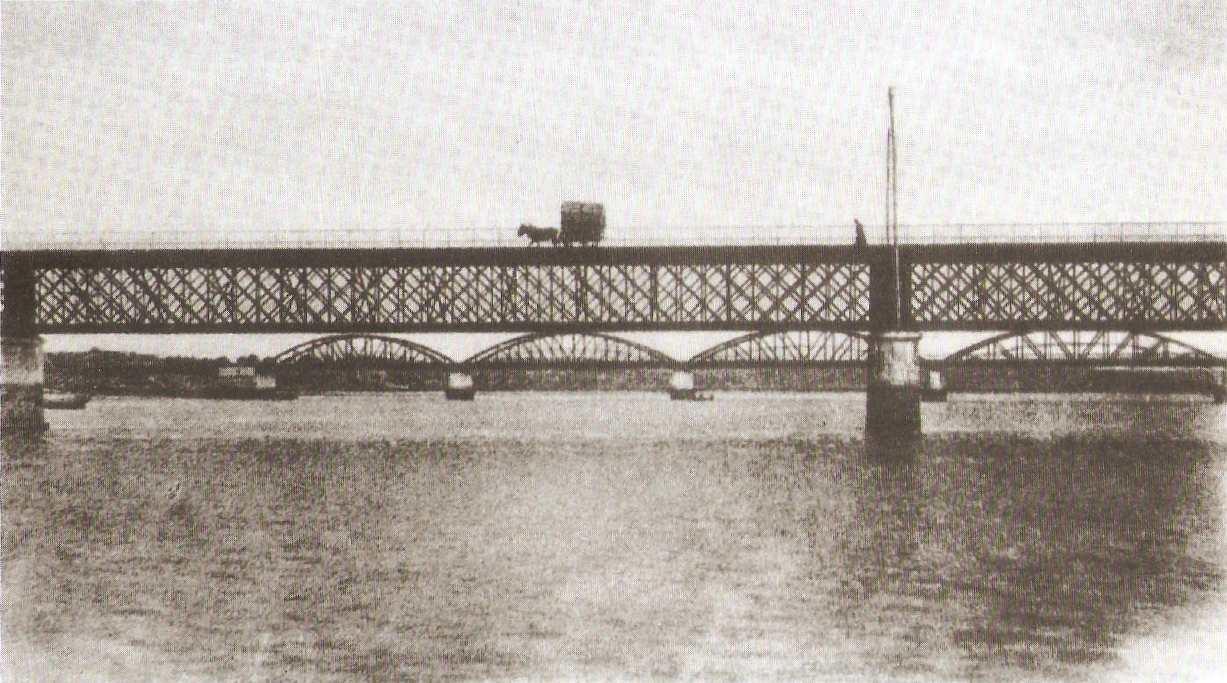
Die Ponte Velho vor der Eisenbahnbrücke (um 1920)

Sie ist ein Beispiel der in Portugal noch häufiger anzutreffenden, anderswo aber fast ganz verschwundenen schmiedeeisernen Gitterträgerbrücken.
Die insgesamt 332 m lange und 8 m breite Brücke hat zwei Fahrbahnen und auf der Südseite einen 1,4 m breiten Gehweg, der ausdrücklich nicht für Radfahrer zugelassen ist.
Sie besteht aus sieben Gitterträgern mit Pfeilerachsabständen von 39 + 5×47 + 39 m und zwei einfachen, 9,5 m langen Balkenbrücken über der Uferpromenade in Portimão. Ihre Steinpfeiler  haben Sockel aus gusseisernen, innen miteinander verschraubten Ringen, die als Caissons dienten und anschließend mit einem Gemisch aus Mörtel, Sand und Steinen gefüllt wurden, eine damals vor allem in Frankreich verbreitete Bauweise zur Gründung von Pfeilern in tiefen Gewässern.
Sie wurde zwischen 1875 und 1876 von dem französischen Unternehmen Fives-Lille in Lille hergestellt, in Einzelteilen nach Portimão verschifft und dort montiert.
Von 2007 bis 2009 wurde die Brücke renoviert, ihre Pfeiler verstärkt und ihr Überbau um 60 cm verbreitert.

## Einzelnachweise

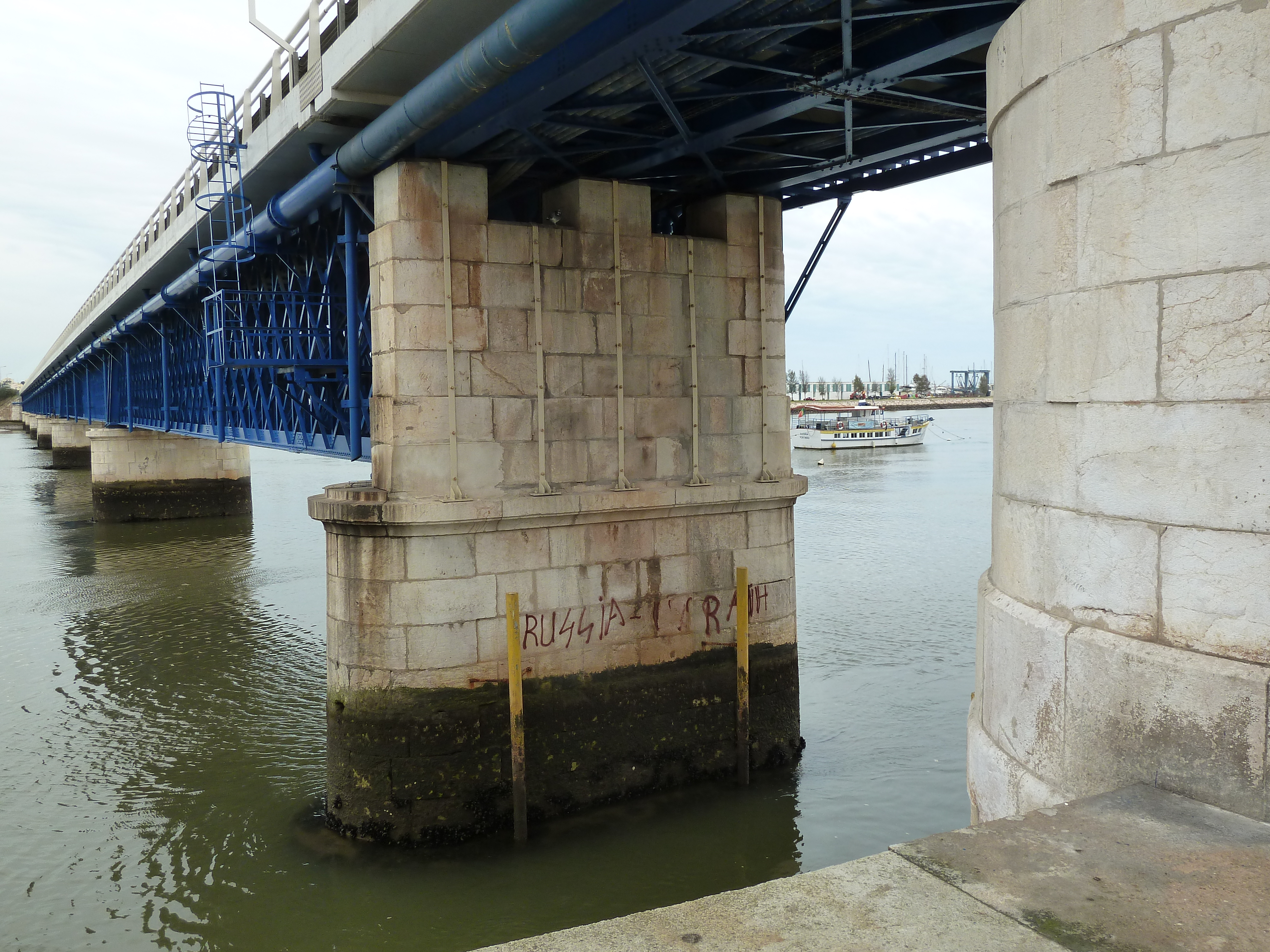
Ponte Velha, von der Uferpromenade in Portimão aus gesehen